# Escape from Pretoria
Escape from Pretoria é um filme  britânico-australiano, dirigido por Francis Annan e lançado em 2020.

## Sinopse
A verdadeira história de Tim Jenkin e Stephen Lee, dois jovens sul-africanos brancos, detidos como terroristas na prisão de Pretória durante o regime do apartheid por sua ajuda ao ANC em 1978. Eles estão determinados a escapar e imaginar um plano inventivo, mas perigoso.

## Elenco
- Daniel Radcliffe: Tim Jenkin
- Daniel Webber: Stephen Lee
- Ian Hart: Denis Goldberg
- Mark Leonard Winter: Leonard Fontaine
- Nathan Page: Mongo
- Grant Piro: Captain Schnepel
- Adam Ovidia: Van Zadelhoff
- Adam Tuominen: Jeremy Cronin

## Produção
As filmagens ocorreram em Adelaide na Austrália em março de 2019.